# Šljeme (wieś)
Šljeme (cyr. Шљеме) – wieś w Bośni i Hercegowinie, w Republice Serbskiej, w mieście Sarajewo Wschodnie, w gminie Istočni Stari Grad. W 2013 roku liczyła 26 mieszkańców.